# Algot Friberg (ingenjör)
Karl Algot Friberg, född 2 september 1850, död 5 februari 1935, var en svensk ingenjör och kulturvårdare.
Efter studier vid Uppsala universitet genomgick Friberg Kungliga Tekniska högskolan och upprättade 1881 Huskvarna förnicklingsfabrik. Friberg inlade stora förtjänster om fornminnens räddande och vård, särskilt i Jönköpings län, där han 1901 bildade Norra Smålands fornminnesförening och grundade dess museum, dels i Jönköping, dels i stadsparken, dit han flyttade Bäckaby kyrka som han köpt för 800 kronor. Friberg var fram till 1928 Norra Smålands fornminnesförenings sekreterare och även utgivare av dess Meddelanden. Bland Fribergs arkeologiska utgrävningar märks Piksborg och Näs slott. Han invaldes som korresponderande ledamot av Vitterhetsakademien 1886, som hedersledamot av Smålands nation i Uppsala 1916 och i Svenska fornminnesföreningen 1930. Friberg blev riddare av Nordstjärneorden 1904 och kommendör av andra klassen av Vasaorden 1920. Han tilldelade Illis quorum meruere labores  1927.
Fribergs hustru Hanna Friberg, född Rogberg 1863, var även hon kultur- och personhistorisk författare. Makarna är begravna på Slottskyrkogården i Jönköping.